# Oenanthe fluviatilis
Espèce
Classification phylogénétique
Statut de conservation UICN

NT : Quasi menacé
Oenanthe fluviatilis, de noms communs Œnanthe des fleuves, Œnanthe des rivières ou Œnanthe des eaux courantes, est une espèce de plantes à fleurs du genre Oenanthe et de la famille des Apiaceae. C'est une plante herbacée aquatique originaire d'Europe. 

## Description

### Appareil végétatif
La plante est hémicryptophyte.

### Appareil reproducteur
L'inflorescence est une ombelle d'ombellules. Le fruit est un akène. Les fleurs sont blanches.

## Habitat
Cet Œnanthe habite les rivières eutrophes, neutres à basiques.

## Répartition
L’œnanthe des fleuves est indigène d'Europe,.

## Menaces et conservation
La plante est qualifiée de quasi-menacée (NT) par l'Union internationale pour la conservation de la nature (UICN).

## Taxonomie

### Synonymes
- Oenanthe conioides Lange
- Oenanthe phellandrium var. fluviatilis Bab.
- Phellandrium conioides Nolte ex Nyman
- Selinum conioides (Lange) E.H.L.Krause[4]

### Variété
- Oenanthe phellandrium var. fluviatilis Bab., 1843[2]